# Quinacridone

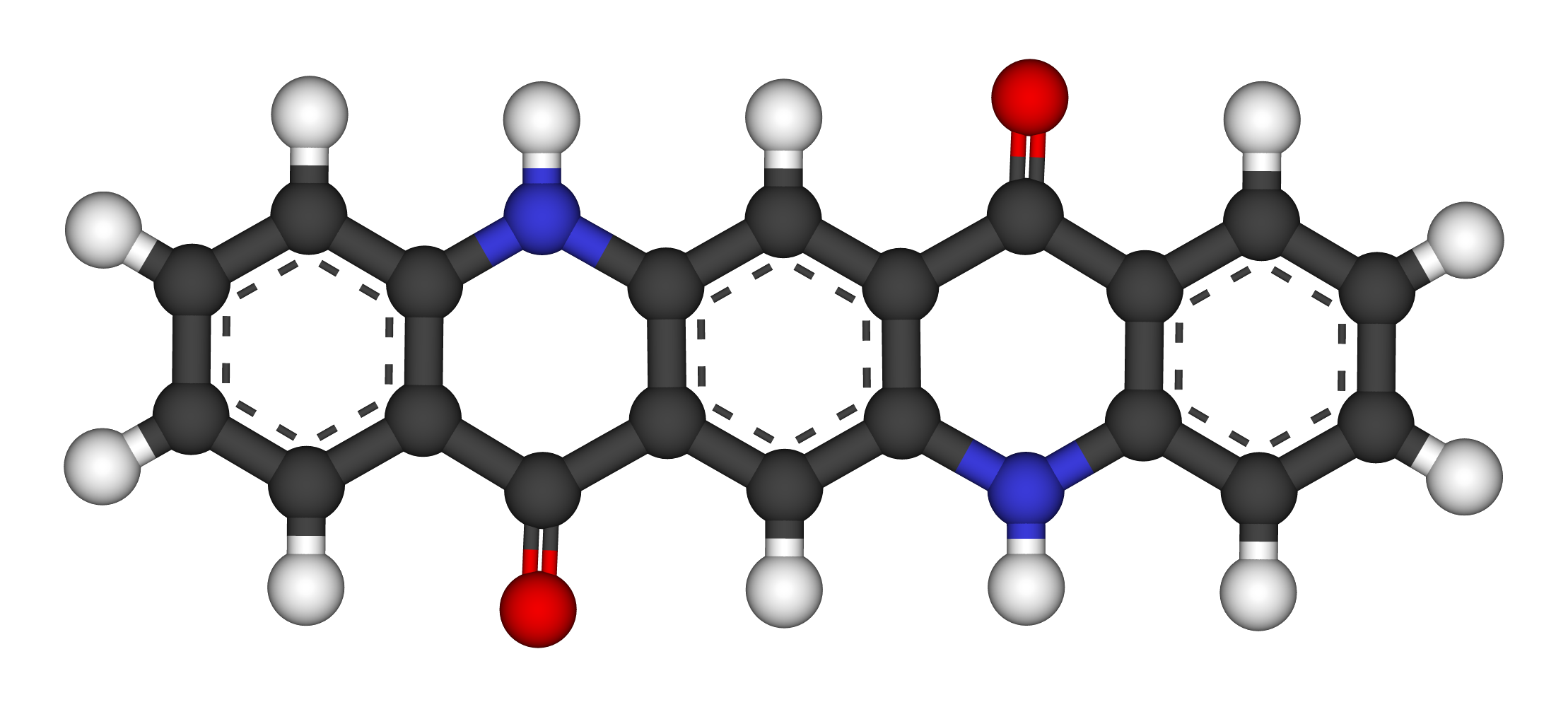
Une quinacridone.

Les pigments de quinacridone sont des pigments organiques de synthèses qui vont du rouge-orange au rouge-violet. 
Ils permettent de produire des pigments rouges (PR122, PR192, PR202, PR206, PR207, PR209), orange (PO48 et PO49) et violets (PV19 et PV42).

## Étymologie
Le nom de quinacridone est la contraction de quinone et acridine. 

## Histoire
Les premiers pigments de quinacridone furent découverts en 1935 par H.Liebermann. 
Ils sont utilisés depuis les années 1960 par les teinturiers et les fabricants de pigments et couleurs à peindre (et plus récemment par certains tatoueurs, comme pigment dans des encres de tatouage, avec un risque allergique).

## Caractéristiques
Il s'agit de pigments très transparents, au fort pouvoir colorant mais modérément couvrants. 
Leur transparence permet de varier les teintes selon la densité et l'épaisseur de l'application. 
- Le PR122 ou Magenta de quinacridone est un rouge de magenta vif. Il a remplacé le magenta d'origine à base d'aniline et en est sa meilleure teinte de référence. En mélange, il offre des violets vifs et propres.
- Le PR206 ou Bordeaux de quinacridone est un beau rouge bordeaux, terne et sombre, proche de l’ancien brun de garance. C'est une alternative au PR179.
- Le PR209 ou Rouge de quinacridone est un rouge moyen et brillant qui tire sur le violet. Il est une alternative plus claire au rouge de cadmium moyen ou au rouge pyrrole. Il est intéressant en mélanges.
- Le PO49 ou Or de quinacridone (arrêté) est un ocre jaune, proche de l’ocre d’or (PY42). Il produit de beaux verts de vessie transparents.
- Le PV19 ou Violet/Magenta de quinacridone possède deux nuances distinctes : l'une claire (rouge rose/magenta), l'autre foncée (rouge violet). Le premier est souvent utilisé comme magenta, même si le PR122 est à préférer. Il produit des mélanges propres.
- Le PV42 ou Rose de quinacridone est un magenta plutôt terne, intermédiaire subtil entre PV19 et PR122.